# Alexandria (Oost-Kaap)
Alexandria is een gemeente in de Oost-Kaap, Zuid-Afrika. Zij ligt tussen Port Elizabeth en Port Alfred, aan de snelweg R72. 

## Geschiedenis
De dorp is in 1856 ontstaan na de stichting van een NG-gemeente. Vanaf 1820 stond het gebied bekend als Olifantshoek. In 1873 werd de gemeente door de Kerk hernoemd tot Alexandria, als eerbetoon aan ds. Alexander Smith. Smith was in 1823 uit Schotland naar de NG-gemeente Uitenhage geëmigreerd. Hij was een van de eerste Schotse predikanten die het tekort aan predikanten in Zuid-Afrika moest oplossen. De gemeente Alexandria is afgesplitst van de NG-gemeente Uitenhage. In 1940 werd Alexandria een eigen gemeente.

## District
Het district van 2440 km² is de enige waar cichorei op een commerciële schaal verbouwd wordt. In de omgeving staat het Karel Landman Monument.